# Liangpran
Liangpran (indonez. Gunung Liangpran, Bukit Liangpran) – szczyt górski na wyspie Borneo w Indonezji; najwyższy w Górach Müllera, wysokość 2240 m n.p.m.